# 舒伯格雷氏鯰
舒伯格雷氏鯰，為輻鰭魚綱鯰形目鼬鯰科的其中一種，為熱帶淡水魚，分布於南美洲巴西及蓋亞那淡水流域，棲息在底中層水域，生活習性不明。

## 扩展阅读
維基物種上的相關：舒伯格雷氏鯰